# The Unforgettable Fire Tour
The Unforgettable Fire Tour – czwarta trasa koncertowa grupy muzycznej U2; w jej trakcie odbyło się sto trzynaście koncertów.
1. 29 sierpnia 1984 – Christchurch, Nowa Zelandia – Town Hall
2. 31 sierpnia 1984 – Wellington, Nowa Zelandia – Show Building
3. 1 września 1984 – Auckland, Nowa Zelandia – Logan Campbell Centre
4. 2 września 1984 – Auckland, Nowa Zelandia – Logan Campbell Centre
5. 4 września 1984 – Sydney, Australia – Entertainment Centre
6. 5 września 1984 – Sydney, Australia – Entertainment Centre
7. 6 września 1984 – Sydney, Australia – Entertainment Centre
8. 8 września 1984 – Sydney, Australia – Entertainment Centre
9. 9 września 1984 – Sydney, Australia – Entertainment Centre
10. 11 września 1984 – Brisbane, Australia – Brisbane Festival Hall
11. 13 września 1984 – Melbourne, Australia – Sports and Entertainment Centre
12. 14 września 1984 – Melbourne, Australia – Sports and Entertainment Centre
13. 15 września 1984 – Melbourne, Australia – Sports and Entertainment Centre
14. 17 września 1984 – Melbourne, Australia – Sports and Entertainment Centre
15. 18 września 1984 – Melbourne, Australia – Sports and Entertainment Centre
16. 20 września 1984 – Adelaide, Australia – Apollo Entertainment Centre
17. 21 września 1984 – Adelaide, Australia – Apollo Entertainment Centre
18. 23 września 1984 – Perth, Australia – Entertainment Centre
19. 24 września 1984 – Perth, Australia – Entertainment Centre
20. 18 października 1984 – Lyon, Francja – Halle Tony Garnier
21. 19 października 1984 – Marsylia, Francja – Marseilles Stadium
22. 20 października 1984 – Tuluza, Francja – Palais des Sports
23. 22 października 1984 – Bordeaux, Francja – Patinoire
24. 23 października 1984 – Nantes, Francja – St Herblain
25. 25 października 1984 – Paryż, Francja – Espace Ballard
26. 27 października 1984 – Bruksela, Belgia – Forest National
27. 28 października 1984 – Bruksela, Belgia – Forest National
28. 30 października 1984 – Rotterdam, Holandia – Ahoy Rotterdam
29. 31 października 1984 – Rotterdam, Holandia – Ahoy Rotterdam
30. 2 listopada 1984 – Londyn, Anglia – Brixton Academy
31. 3 listopada 1984 – Londyn, Anglia – Brixton Academy
32. 5 listopada 1984 – Edynburg, Szkocja – Edinburgh Playhouse
33. 6 listopada 1984 – Glasgow, Szkocja – Barrowlands Ballroom
34. 7 listopada 1984 – Glasgow, Szkocja – Barrowlands Ballroom
35. 9 listopada 1984 – Manchester, Anglia – Manchester Apollo
36. 10 listopada 1984 – Manchester, Anglia – Manchester Apollo
37. 12 listopada 1984 – Birmingham, Anglia – National Exhibition Centre
38. 14 listopada 1984 – Londyn, Anglia – Wembley Arena
39. 15 listopada 1984 – Londyn, Anglia – Wembley Arena
40. 19 listopada 1984 – Praga, Czechosłowacja – Stadion Strahov
41. 21 listopada 1984 – Dortmund, Niemcy – Westfalenhalle
42. 1 grudnia 1984 – Upper Darby Township, Pensylwania, USA – Tower Theater
43. 2 grudnia 1984 – Worcester, Massachusetts, USA – The Centrum
44. 3 grudnia 1984 – Nowy Jork, USA – Radio City Music Hall
45. 5 grudnia 1984 – Waszyngton, USA – DAR Constitution Hall
46. 7 grudnia 1984 – Toronto, Kanada – Massey Hall
47. 8 grudnia 1984 – Detroit, Michigan, USA – Fox Theater
48. 9 grudnia 1984 – Cleveland, Ohio, USA – Music Hall
49. 11 grudnia 1984 – Chicago, Illinois, USA – Aragon Ballroom
50. 15 grudnia 1984 – San Francisco, Kalifornia, USA – Bill Graham Civic Auditorium
51. 16 grudnia 1984 – Long Beach, Kalifornia, USA – Long Beach Arena
52. 23 stycznia 1985 – Drammen, Norwegia – Drammenshallen
53. 25 stycznia 1985 – Sztokholm, Szwecja – Stockholm Ice Stadium
54. 26 stycznia 1985 – Göteborg, Szwecja – Scandinavium
55. 28 stycznia 1985 – Hamburg, Niemcy – Congresscentrum
56. 29 stycznia 1985 – Offenbach, Niemcy – Stadthalle Offenbach
57. 31 stycznia 1985 – Kolonia, Niemcy – Sporthalle
58. 1 lutego 1985 – Mannheim, Niemcy – Musensaal
59. 2 lutego 1985 – Monachium, Niemcy – Rudi-Sedlmayer-Halle
60. 4 lutego 1985 – Mediolan, Włochy – Teatro Tenda Lampugnano
61. 5 lutego 1985 – Bolonia, Włochy – Teatro Tenda
62. 6 lutego 1985 – Bolonia, Włochy – Teatro Tenda
63. 8 lutego 1985 – Zurych, Szwajcaria – Hallenstadion
64. 10 lutego 1985 – Paryż, Francja – Palais Omnisports de Paris-Bercy
65. 25 lutego 1985 – Dallas, Teksas, USA – Reunion Arena
66. 26 lutego 1985 – Austin, Teksas, USA – Frank Erwin Center
67. 27 lutego 1985 – Houston, Teksas, USA – The Summit
68. 1 marca 1985 – Phoenix, Arizona, USA – Compton Terrace
69. 2 marca 1985 – Los Angeles, Kalifornia, USA – Sports Arena
70. 4 marca 1985 – Los Angeles, Kalifornia, USA – Sports Arena
71. 5 marca 1985 – Los Angeles, Kalifornia, USA – Sports Arena
72. 7 marca 1985 – Daly City, Kalifornia, USA – Cow Palace
73. 8 marca 1985 – Daly City, Kalifornia, USA – Cow Palace
74. 11 marca 1985 – Honolulu, Hawaje, USA – Neal S. Blaisdell Center
75. 17 marca 1985 – Denver, Kolorado, USA – McNichols Sports Arena
76. 19 marca 1985 – Minneapolis, Minnesota, USA – Minneapolis Auditorium
77. 21 marca 1985 – Chicago, Illinois, USA – University of Illinois Pavillion
78. 22 marca 1985 – Chicago, Illinois, USA – University of Illinois Pavillion
79. 23 marca 1985 – Detroit, Michigan, USA – Joe Louis Arena
80. 25 marca 1985 – Richfield, Ohio, USA – Richfield Coliseum
81. 27 marca 1985 – Montreal, Kanada – Montreal Forum
82. 28 marca 1985 – Toronto, Kanada – Maple Leaf Gardens
83. 30 marca 1985 – Ottawa, Kanada – Ottawa Civic Centre
84. 1 kwietnia 1985 – New York City, Nowy Jork, USA – Madison Square Garden
85. 2 kwietnia 1985 – Providence, Rhode Island, USA – Providence Civic Center
86. 3 kwietnia 1985 – Uniondale, Nowy Jork, USA – Nassau Coliseum
87. 8 kwietnia 1985 – Landover, Maryland, USA – Capital Centre
88. 9 kwietnia 1985 – Pittsburgh, Pensylwania, USA – Civic Arena
89. 10 kwietnia 1985 – Hampton, Wirginia, USA – Hampton Coliseum
90. 12 kwietnia 1985 – East Rutherford, New Jersey, USA – Brendan Byrne Arena
91. 14 kwietnia 1985 – East Rutherford, New Jersey, USA – Brendan Byrne Arena
92. 15 kwietnia 1985 – East Rutherford, New Jersey, USA – Brendan Byrne Arena
93. 16 kwietnia 1985 – Worcester, Massachusetts, USA – The Centrum
94. 18 kwietnia 1985 – Worcester, Massachusetts, USA – The Centrum
95. 19 kwietnia 1985 – Worcester, Massachusetts, USA – The Centrum
96. 20 kwietnia 1985 – Hartford, Connecticut, USA – Hartford Civic Center
97. 22 kwietnia 1985 – Filadelfia, Pensylwania, USA – The Spectrum
98. 23 kwietnia 1985 – Hartford, Connecticut, USA – Hartford Civic Center
99. 24 kwietnia 1985 – Filadelfia, Pensylwania, USA – The Spectrum
100. 29 kwietnia 1985 – Atlanta, Georgia, USA – Omni Coliseum
101. 30 kwietnia 1985 – Jacksonville, Floryda, USA – Jacksonville Memorial Coliseum
102. 2 maja 1985 – Tampa, Floryda, USA – Sun Dome
103. 3 maja 1985 – Pembroke Pines, Floryda, USA – Hollywood Sportatorium
104. 4 maja 1985 – Pembroke Pines, Floryda, USA – Hollywood Sportatorium
105. 25 maja 1985 – Nürburg, Niemcy – Nürburgring
106. 26 maja 1985 – Stuttgart, Niemcy – Neckarstadion
107. 27 maja 1985 – Münster, Niemcy – Freigelande Halle Münsterland
108. 1 czerwca 1985 – Bazylea, Szwajcaria – St. Jakob-Stadion
109. 3 czerwca 1985 – Bratysława, Czechosłowacja – Štadión Pasienky
110. 22 czerwca 1985 – Milton Keynes, Anglia – National Bowl
111. 29 czerwca 1985 – Dublin, Irlandia – Croke Park
112. 6 lipca 1985 – Torhout, Belgia – Torhout Festival
113. 7 lipca 1985 – Werchter, Belgia – Werchter Festival
114. 13 lipca 1985 – Londyn, Anglia – Wembley Stadium (koncert Live Aid)
115. 25 lipca 1985 – Cork, Irlandia – Lark By the Lee Festival